# David di Donatello du meilleur acteur étranger

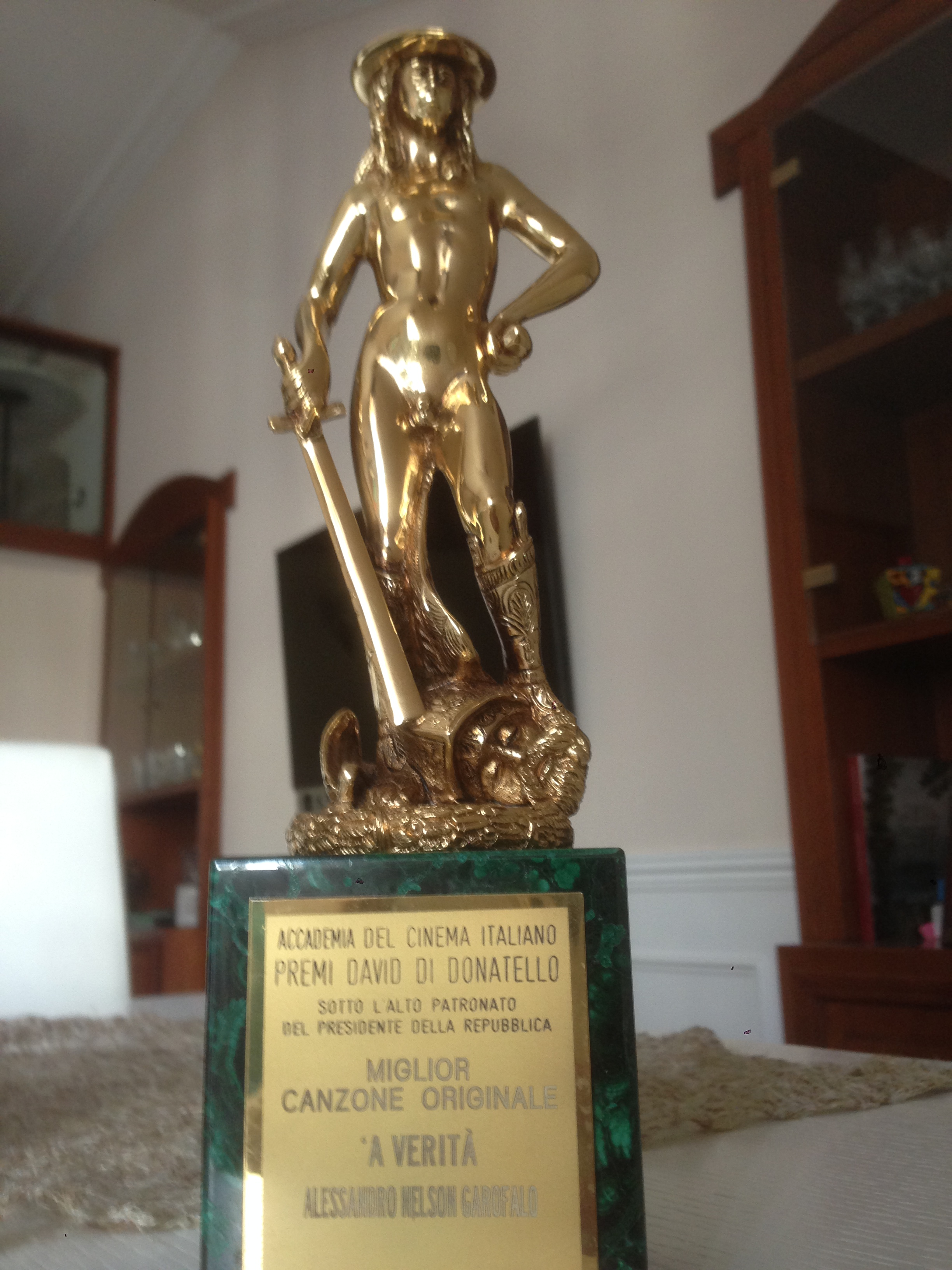
David di Donatello

Le David di Donatello du meilleur acteur étranger (David di Donatello per il miglior attore straniero) est une récompense cinématographique italienne décernée annuellement par l'Académie du cinéma italien, plus précisément par l’Ente (Association) David di Donatello. Elle a été décernée depuis la deuxième du Prix David di Donatello en 1957 et a pris fin en 1996.
L'acteur américain Dustin Hoffman a remporté quatre fois le prix au cours de sa carrière, devançant Peter O'Toole, trois fois lauréat. Les acteurs Richard Burton, Burt Lancaster, Jack Lemmon, Philippe Noiret, Laurence Olivier et Spencer Tracy ont été sacrés deux fois.

## Palmarès
- 1957 :
  - Laurence Olivier - Richard III
- 1958 : (ex æquo)
  - Marlon Brando - Sayonara (Sayonara)
  - Charles Laughton - Témoin à charge (Witness for the Prosecution)
- 1959 :
  - Jean Gabin - Les Grandes Familles

### Années 1960
- 1960 :
  - Cary Grant - La Mort aux trousses (North by Northwest)
- 1961 :
  - Charlton Heston - Ben-Hur (Ben-Hur)
- 1962 : (ex æquo)
  - Anthony Perkins  - Aimez-vous Brahms ... (Goodbye Again)
  - Spencer Tracy - Jugement à Nuremberg (Judgment at Nuremberg)
- 1963 :
  - Gregory Peck  - Du silence et des ombres (To Kill a Mockingbird)
- 1964 : (ex æquo)
  - Peter O'Toole  - Lawrence d'Arabie (Lawrence of Arabia)
  - Fredric March  - Sept jours en mai (Seven Days in May)
- 1965 :
  - Rex Harrison - My Fair Lady (My Fair Lady)
- 1966 : 
  - Richard Burton  - L'Espion qui venait du froid (The Spy Who Came In from the Cold)
- 1967 : (ex æquo)
  - Richard Burton - La Mégère apprivoisée (La bisbetica domata ou The Taming of the Shrew)
  - Peter O'Toole  - La Nuit des généraux (The Night of the Generals)
- 1968 : (ex æquo)
  - Warren Beatty - Bonnie et Clyde (Bonnie and Clyde)
  - Spencer Tracy  - Devine qui vient dîner ? (Guess Who's Coming to Dinner)
- 1969 :
  - Rod Steiger  - Le Sergent (The Sergeant)

### Années 1970
- 1970 : (ex æquo)
  - Peter O'Toole - Goodbye, Mr. Chips (Goodby, Mr. Chips)
  - Dustin Hoffman  - Macadam Cowboy (Midnight Cowboy)
- 1971 :
  - Ryan O'Neal - Love Story (Love Story)
- 1972 :
  - Topol - Un violon sur le toit (Fiddler on the Roof)
- 1973 : (ex æquo)
  - Yves Montand - César et Rosalie
  - Laurence Olivier  - Le Limier (Sleuth)
- 1974 : (ex æquo)
  - Robert Redford - L'Arnaque (The Sting)
  - Al Pacino - Serpico (Serpico)
- 1975 : (ex æquo)
  - Burt Lancaster - Violence et Passion (Gruppo di famiglia in un interno)
  - Jack Lemmon - Spéciale Première (The Front Page)
  - Walter Matthau - Spéciale Première (The Front Page)
- 1976 : (ex æquo)
  - Philippe Noiret - Le Vieux Fusil
  - Jack Nicholson - Vol au-dessus d'un nid de coucou (One Flew Over the Cuckoo's Nest)
- 1977 : (ex æquo)
  - Sylvester Stallone - Rocky (Rocky)
  - Dustin Hoffman -  Marathon Man (Marathon Man)
- 1978 : 
  - Richard Dreyfuss - Adieu, je reste (The Goodbye Girl)
- 1979 : (ex æquo)
  - Richard Gere - Les Moissons du ciel (Days of Heaven)
  - Michel Serrault - La Cage aux folles

### Années 1980
- 1980 : (ex æquo)
  - Dustin Hoffman - Kramer contre Kramer (Kramer vs. Kramer)
  - Jack Lemmon - Le Syndrome chinois (The China Syndrom)
- 1981 :
  - Burt Lancaster - Atlantic City
  - Robert De Niro - Raging Bull
  - Gérard Depardieu - Mon oncle d'Amérique
- 1982 :
  - Klaus Maria Brandauer - Mephisto
- 1983 :
  - Paul Newman - Le Verdict (The Verdict)
  - Jack Lemmon - Missing (Missing)
  - Dustin Hoffman - Tootsie
- 1984 :
  - Woody Allen - Zelig (Zelig)
  - Michael Caine – Le Consul honoraire (The Honorary Consul)
  - Robert Duval - Tendre Bonheur (Tender Mercies)
  - Gérard Depardieu - Danton
- 1985 :
  - Tom Hulce - Amadeus (Amadeus)
  - Albert Finney - L'Habilleur (The Dresser)
  - Tom Conti - Reuben, Reuben ou la vie d'artiste
  - Eddie Murphy - Le Flic de Beverly Hills (Beverly Hills Cop)
- 1986 :
  - William Hurt - Le Baiser de la femme araignée (Beijo da mulher aranha)
  - Robert Redford - Out of Africa
  - Jack Nicholson - L'Honneur des Prizzi (Prizzi's Honor)
- 1987 :
  - Dexter Gordon - Round Midnight - A mezzanotte circa (Round midnight)
  - Jeremy Irons - Mission (The Mission)
  - Michael Caine - Hannah e le sue sorelle (Hannah and Her Sisters)
- 1988 :
  - Michael Douglas - Wall Street
  - Michael Douglas - Liaison fatale (Fatal Attraction)
  - Jack Nicholson - Les Sorcières d'Eastwick (The Witches of Eastwick)
- 1989 :
  - Dustin Hoffman - Rain Man
  - John Malkovich - Les Liaisons dangereuses (Dangerous Liaisons)
  - Gene Hackman - Mississippi Burning (Mississippi Burning)

### Années 1990
- 1990 :
  - Philippe Noiret - La Vie et rien d'autre
  - Woody Allen - Crimes et Délits (Crimes and Misdemeanors)
  - Robin Williams - Le Cercle des poètes disparus (Dead Poets Society)
  - Tom Cruise - Né un 4 juillet (Born on the Fourth of July)
  - Michael Douglas - La Guerre des Rose (The War of the Roses)
- 1991 :
  - Jeremy Irons - Le Mystère von Bülow (Reversal of Fortune)
  - Dirk Bogarde - Daddy Nostalgie
  - Gérard Depardieu - Cyrano di Bergerac
  - Kevin Costner - Danse avec les loups (Dances with Wolves)
  - Robert De Niro - Les Affranchis (Goodfellas)
- 1992 :
  - John Turturro - Barton Fink (Barton Fink)
  - Robert De Niro - Les Nerfs à vif (Cape Fear)
  - Michel Bouquet - Toto le héros
- 1993 :
  - Daniel Auteuil - Un cœur en hiver
  - Anthony Hopkins - Retour à Howards End (Howards End)
  - Stephen Rea - The Crying Game
- 1994 :
  - Anthony Hopkins - Les Vestiges du jour (The Remains of the Day)
  - Daniel Day-Lewis - Au nom du père (In the Name of the Father)
  - Al Pacino – L'Impasse (Carlito's Way)
- 1995 :
  - John Travolta - Pulp Fiction (Pulp Fiction)
  - Hugh Grant - Quatre mariages et un enterrement (Four Weddings and a Funeral)
  - Tom Hanks - Forrest Gump
- 1996 :
  - Harvey Keitel - Smoke (Smoke)
  - Michel Serrault - Nelly et Monsieur Arnaud
  - Woody Allen - Maudite Aphrodite (Mighty Aphrodite)